# Mnasilus allubita
Mnasilus allubita är en fjärilsart som beskrevs av Butler 1877. Mnasilus allubita ingår i släktet Mnasilus och familjen tjockhuvuden. Inga underarter finns listade i Catalogue of Life.